# Vika Gril
Vika Gril Javornik, slovenska gledališka in filmska igralka, * 20. julij 1924, Preddvor, † 31. julij 2023.
Vika Gril je leta 1951 diplomirala na Akademiji za gledališče, radio, film in televizijo v Ljubljani in se zaposlila v Ljubljanski Drami, najprej kot igralka naivk, nato tudi nosilnih karakternih vlog. Med letoma 1961 in 1969 je predavala dramsko igro na AGRFT. Nastopila je tudi v filmu Trenutki odločitve iz leta 1955.

## Filmografija
- Trenutki odločitve (1955, celovečerni igrani film)